# Evropska liga
Evropska liga ali Liga Evropa, uradno (angleško UEFA Europa League), prej imenovano Pokal UEFA, je nogometno tekmovanje za evropske klube, ki ga organizira evropska nogometna zveza, UEFA od leta 1971. Za Ligo prvakov je to tekmovanje drugo najpomembnejše evropsko nogometno tekmovanje, v katerega se klubi uvrstijo glede na uvrstitve v domačih prvenstvih in pokalnih tekmovanjih. Zmagovalec evropske lige se v naslednji sezoni uvrsti v Ligo prvakov, kakor tudi se pomeri z zmagovalcem lige prvakov na UEFA Superpokalu. 
Za uvrstitev v skupinski del Evropske lige se ekipe pomerijo v t.i kvalifikacijah.
Naslov je doslej osvojilo 27 različnih klubov, od katerih jih je 12 osvojilo naziv več kot enkrat. Najuspešnejši klub in trenutni prvak je Sevilla, s po 5 naslovi, od tega s tremi zaporednimi naslovi.

## Zgodovina
Evropska liga je bila prvič organizirana leta 1971, prvi zmagovalci pa so bili nogometaši Tottenhama. Zaradi navezanosti na "pokojni" Pokal velesejemskih mest se je v prvih letih v tekmovanje lahko uvrstil le en klub iz posameznega mesta, leta 1975 pa je bila prekinjena tudi ta tradicija, kajti nogometaši angleškega Evertona so se s četrtim mestom v angleškem prvenstvu uvrstili v Pokal UEFA, pravico do nastopa pa so želeli uveljaviti tudi njihovi mestni tekmeci, nogometaši Liverpoola, ki so v prvenstvu zasedli drugo mesto. Ker se je Everton na odločitev pritožil, je UEFA sklenila, da to tradicijo dokončno prekine.
V tekmovanje so navadno vstopali drugouvrščeni klubi posameznih državnih prvenstev, leta 1999 pa je prišlo do povezave s Pokalom pokalnih zmagovalcev, ki ga je UEFA takrat ukinjala. Pred tem so zmagovalci domačega pokalnega tekmovanja nastopali v Pokalu pokalnih zmagovalcev, od leta 1999 dalje pa imajo pravico do nastopa v Pokalu UEFA, kakor tudi klubi, ki izpadejo v tretjem krogu kvalifikacij Lige prvakov in tretjeuvrščeni klubi skupinskega dela Lige prvakov. Tri mesta v Pokalu UEFA so vsako leto podeljena na podlagi fair playa, možnost nastopa v tem tekmovanju pa imajo tudi zmagovalci Pokala Intertoto.
Zmagovalec Evropske lige ima pravico eno leto hraniti originalen pokal, nato pa v trajno last dobi repliko. Originalni pokal bi v trajno last prejel klub, ki bi tekmovanje osvojil trikrat zapored ali petkrat v vsej svoji zgodovini.

## Format
Način tekmovanja, ki je v veljavi danes, je bil prvič uporabljen v sezoni 2004/2005. Tekmovanje se začne z dvema kvalifikacijskima krogoma, v katera se uvrstijo tudi moštva, ki so pravico do tekmovanja dobila zaradi fair playa in zaradi zmage v Pokalu Intertoto. Zmagovalci kvalifikacij se uvrstijo v prvi krog, kjer se jim pridružijo klubi iz nogometno bolje razvitih držav in tisti predstavniki, ki so izpadli v tretjem krogu kvalifikacij za Ligo prvakov. Eno mesto je rezervirano tudi za aktualnega zmagovalca Pokala UEFA, v tej fazi pa je udeleženih 80 klubov. 
Vsak klub s svojim nasprotnikom igra dve tekmi (doma in v gosteh). Ostane 40 zmagovalcev, ki jih nato razdelijo v osem skupin s po petimi udeleženci. V skupinah klubi odigrajo le eno medsebojno tekmo, iz skupine pa napredujejo tri najboljše ekipe, ki se jim v spomladanskem delu pridruži tudi osem tretjeuvrščenih ekip skupinskega dela Lige prvakov. 
V spomladanskem delu se tekmovanje nadaljuje po sistemu na izpadanje (na dve tekmi), vse do finala, kjer pa se odigra le ena tekma, na nevtralnem igrišču.

## Nagrade

### Denarne nagrade
Klubi za uvrstitev v skupinski del tekmovanja prejmejo osnovno nagrado v višini 2.4 milijona €. Zmaga v skupini prinaša 360.000 €, neodločen izid pa 120.000 €. Zmagovalec skupine zasluži 500.000 €, drugouvrščeni pa 250.000 €. Klubi ki se uvrstijo med 32 najboljših prejmejo dodatno še 500.000 €, uvrstitev med 16 prinaša 750.000 €, 1 milijon € za četrtfinale, 1.5 milijona € za polfinale, finalisti prejmejo 3.5 milijona €, zmagovalci oziroma prvaki pa 6.5 milijona €. 
- Prvi krog kvalifikacij: 200.000 €
- Drugi krog kvalifikacij: 210.000 €
- Tretji krog kvalifikacij: 220.000 €
- Play-off: 230.000 €
- Osnova za skupinski del tekmovanja: 2.400.000 €
- Zmaga v skupini: 360.000 €
- Neodločen izid v skupini: 120.000 €
- Zmagovalec skupine: 500.000 €
- Drugouvrščena ekipa v skupini: 250.000 €
- Uvrstitev med 32 najboljših: 500.000 €
- Uvrstitev med 16 najboljših: 750.000 €
- Četrtfinale: 1.000.000 €
- Polfinale: 1.500.000 €
- Poraženec v finalu: 3.500.000 €
- Zmagovalec finala: 6.500.000 €

## Sponzorstvo
UEFA Europa League je sponzorirana od sedmih multinacionalnih korporacij, ki si delijo iste partnerje kot UEFA Conference League.
Glavni sponzorji turnirja za cikel 2024–27 so:
- Just eat takeaway [1]
- Hankook [2]
  - Laufenn
- Engelbert Strauss [3]
- Swissquote [4]
- Betano [5]
- Lidl [6]
- Flix SE [7]

Decathlonova podznamka Kipsta je uradni dobavitelj žog za tekme od sezone 2024–25 dalje za obdobje treh let. 
Že od začetka znamke Liga Evropa je turnir uporabljal lastne reklamne panoje (tistega leta so bili prikazani v šesnajstini finala), tako kot Liga prvakov UEFA. LED panoji so bili prikazani v finalu 2012–13 in se pojavili v sezoni 2015–16 od osmine finala. Od tiste sezone, so od skupinskega dela dalje ekipe prepovedane pokazati svoje sponzorje.  V sezoni 2018/19 so nastopili na izbranih tekmah skupinskega dela in šestnajstini finala. 
Posamezni klubi lahko nosijo drese z reklamami, tudi če so tisti sponzorji v nasprotju s sponzorji od lige Europa. Dovoljeni sta dva sponzorja na dres (in sponzorstvo proizvajalca), na prsih in levem rokavu.  Izjeme so narejene za neprofitne organizacije, ki so lahko prikazane na sprednji strani majice skupaj z glavnim sponzorjem, ali na zadnji strani, pod številko ekipe ali med imenom igralca in ovratnikom.

## Zmagovalci

### Zmagovalci po letih
2024–2025 – Tottenham Hotspur F.C.

2023–2024 – Atalanta BC

2022–2023 – Sevilla FC

2021–2022 – Eintracht Frankfurt

2020–2021 – Villarreal CF

2019–2020 – Sevilla FC

2018–2019 – Chelsea FC

2017–2018 – Atlético Madrid

2016–2017 – Manchester United

2015–2016 – Sevilla FC

2014–2015 – Sevilla FC

2013–2014 – Sevilla FC

2012–2013 – Chelsea FC

2011–2012 – Atlético Madrid

2010–2011 – FC Porto

2009–2010 – Atlético Madrid

2008–2009 – FC Shakhtar Donetsk

2007–2008 – FC Zenit Saint Petersburg

2006–2007 – Sevilla FC

2005–2006 – Sevilla FC

2004–2005 – PFC CSKA Moscow

2003–2004 – Valencia CF

2002–2003 – FC Porto

2001–2002 – Feyenoord

2000–2001 – Liverpool F.C.

1999–2000 – Galatasaray S.K.

1998–1999 – Parma F.C.

1997–1998 – Internazionale Milano F.C.

1996–1997 – FC Schalke 04

1995–1996 – FC Bayern Munich

1994–1995 – Parma F.C.

1993–1994 – Internazionale Milano F.C.

1992–1993 – Juventus F.C.

1991–1992 – AFC Ajax

1990–1991 – Internazionale Milano F.C.

1989–1990 – Juventus F.C.

1988–1989 – S.S.C. Napoli

1987–1988 – Bayer Leverkusen

1986–1987 – IFK Göteborg

1985–1986 – Real Madrid C.F.

1984–1985 – Real Madrid C.F.

1983–1984 – Tottenham Hotspur F.C.

1982–1983 – R.S.C. Anderlecht

1981–1982 – IFK Göteborg

1980–1981 – Ipswich Town F.C.

1979–1980 – Eintracht Frankfurt

1978–1979 – Borussia Mönchengladbach

1977–1978 – PSV Eindhoven

1976–1977 – Juventus F.C.

1975–1976 – Liverpool F.C.

1974–1975 – Borussia Mönchengladbach

1973–1974 – Feyenoord

1972–1973 – Liverpool F.C.

1971–1972 – Tottenham Hotspur F.C.

### Zmagovalci po klubih
| Klub                     | Zmagovalec | Drugouvrščeni | Leta zmag                                | Leta drugouvrščeni |
| ------------------------ | ---------- | ------------- | ---------------------------------------- | ------------------ |
| Sevilla                  | 7          | 0             | 2006, 2007, 2014, 2015, 2016, 2020, 2023 |                    |
| Internazionale           | 3          | 2             | 1991, 1994, 1998                         | 1997, 2020         |
| Juventus                 | 3          | 1             | 1977, 1990, 1993                         | 1995               |
| Liverpool                | 3          | 1             | 1973, 1976, 2001                         | 2016               |
| Atlético Madrid          | 3          | 0             | 2010, 2012, 2018                         |                    |
| Tottenham                | 3          | 1             | 1972, 1984, 2025                         | 1974               |
| Borussia Mönchengladbach | 2          | 2             | 1975, 1979                               | 1973, 1980         |
| Feyenoord                | 2          | 0             | 1974, 2002                               |                    |
| Göteborg                 | 2          | 0             | 1982, 1987                               |                    |
| Real Madrid              | 2          | 0             | 1985, 1986                               |                    |
| Parma                    | 2          | 0             | 1995, 1999                               |                    |
| Porto                    | 2          | 0             | 2003, 2011                               |                    |
| Chelsea                  | 2          | 0             | 2013, 2019                               |                    |
| Eintracht Frankfurt      | 2          | 0             | 1980, 2022                               |                    |
| Anderlecht               | 1          | 1             | 1983                                     | 1984               |
| Manchester United        | 1          | 2             | 2017                                     | 2021, 2025         |
| PSV Eindhoven            | 1          | 0             | 1978                                     |                    |
| Ipswich Town             | 1          | 0             | 1981                                     |                    |
| Bayer Leverkusen         | 1          | 1             | 1988                                     | 2024               |
| Napoli                   | 1          | 0             | 1989                                     |                    |
| Ajax                     | 1          | 1             | 1992                                     | 2017               |
| Bayern Munich            | 1          | 0             | 1996                                     |                    |
| Schalke 04               | 1          | 0             | 1997                                     |                    |
| Galatasaray              | 1          | 0             | 2000                                     |                    |
| Valencia                 | 1          | 0             | 2004                                     |                    |
| CSKA Moscow              | 1          | 0             | 2005                                     |                    |
| Zenit St. Petersburg     | 1          | 0             | 2008                                     |                    |
| Shakhtar Donetsk         | 1          | 0             | 2009                                     |                    |
| Villarreal               | 1          | 0             | 2021                                     |                    |
| Atalanta Bergamo         | 1          | 0             | 2024                                     |                    |

### Zmagovalci po državah
Spodnja tabela prikazuje število zmagovalcev iz posameznih držav.
| Država      | Zmagovalec | Poraženec v finalu |
| ----------- | ---------- | ------------------ |
| Španija     | 14         | 5                  |
| Italija     | 10         | 8                  |
| Anglija     | 10         | 9                  |
| Nemčija     | 7          | 9                  |
| Nizozemska  | 4          | 3                  |
| Portugalska | 2          | 5                  |
| Švedska     | 2          | 0                  |
| Rusija      | 2          | 0                  |
| Belgija     | 1          | 2                  |
| Turčija     | 1          | 0                  |
| Ukrajina    | 1          | 1                  |
| Francija    | 0          | 5                  |
| Škotska     | 0          | 4                  |
| Avstrija    | 0          | 1                  |
| Jugoslavija | 0          | 1                  |
| Madžarska   | 0          | 1                  |